# Yangjia (sockenhuvudort i Kina, Heilongjiang Sheng, lat 47,84, long 126,75)
Yangjia (kinesiska: 杨家, 杨家乡) är en sockenhuvudort i Kina. Den ligger i provinsen Heilongjiang, i den nordöstra delen av landet, omkring 230 kilometer norr om provinshuvudstaden Harbin. Antalet invånare är 20 455. Befolkningen består av 10 123 kvinnor och 10 332 män. Barn under 15 år utgör 14,0 %, vuxna 15-64 år 79 %, och äldre över 65 år 5,0 %.
Runt Yangjia är det ganska tätbefolkat, med 149 invånare per kvadratkilometer. Närmaste större samhälle är Shiquan, 19,6 km sydväst om Yangjia. Trakten runt Yangjia består till största delen av jordbruksmark.
Genomsnittlig årsnederbörd är 1 004 millimeter. Den regnigaste månaden är juli, med i genomsnitt 317 mm nederbörd, och den torraste är januari, med 10 mm nederbörd.